# Asarum chinense
Asarum chinense är en piprankeväxtart som beskrevs av Adrien René Franchet. Asarum chinense ingår i släktet hasselörter, och familjen piprankeväxter. Inga underarter finns listade i Catalogue of Life.